# Eulophia zeyheriana
Eulophia zeyheriana är en orkidéart som beskrevs av Otto Wilhelm Sonder. Eulophia zeyheriana ingår i släktet Eulophia och familjen orkidéer. Inga underarter finns listade i Catalogue of Life.